# هیگاشی-کاندا

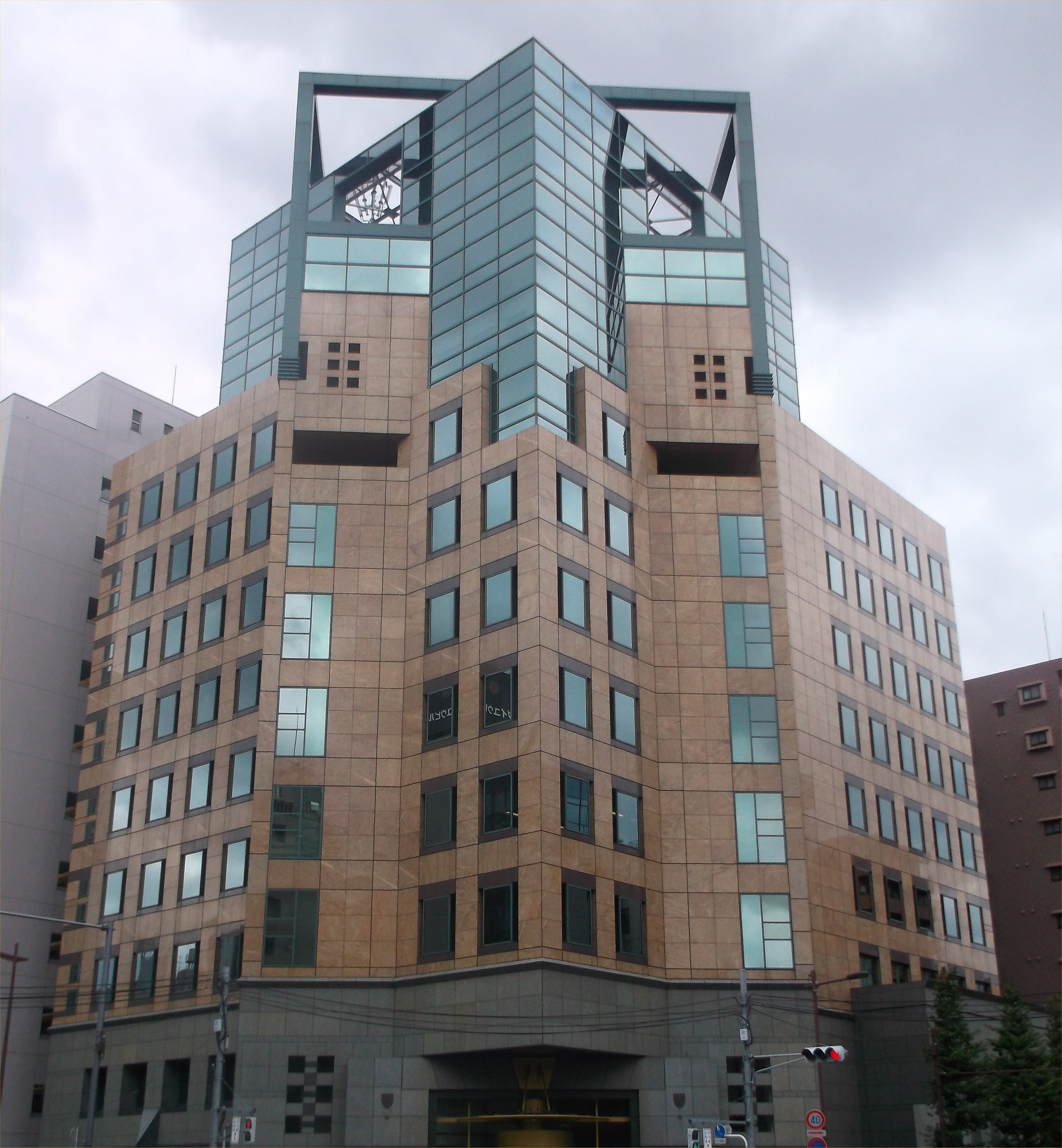

هیگاشی-کاندا (به ژاپنی: 東神田 Higashi-Kanda)، ناحیه ای از چیودا-کو، توکیو، توکیو، ژاپن است که از ۱ تا ۳ چومه تشکیل شده است. در اول آوریل ۲۰۰۷، جمعیت آن ۱۷۱۸ نفر بود.